# The Making Of
The Making Of is een Nederlandse film uit 2007, geregisseerd en geschreven door Ruben Sebban. In de hoofdrollen spelen Sallie Harmsen, Kees Hulst en Ine Kuhr. De film ging op 14 september 2007 in première. 

## Verhaal
Luuk probeert zijn voorspelbare, simpele leven te veranderen. Tijdens een cursus filmregie besluit hij een film over zichzelf te maken. Een klasgenote maakt The making of van deze film.

## Cast
- Koen Wouterse - Luuk
- Marielle Woltring - Marleen
- Anna Speller - Mandy
- Stefan Rokebrand - dronken Rob
- Frank van Eck - Rino
- Wouter van Oord - Ferry
- Sallie Harmsen - zusje
- Alexander van Heteren - vader
- Ine Kuhr - moeder
- Kees Hulst - leraar